# Jacek Sztuka
Jacek Sztuka (ur. 1976 w Częstochowie) – polski malarz, rysownik, grafik i projektant, profesor Politechniki Częstochowskiej.

## Życiorys

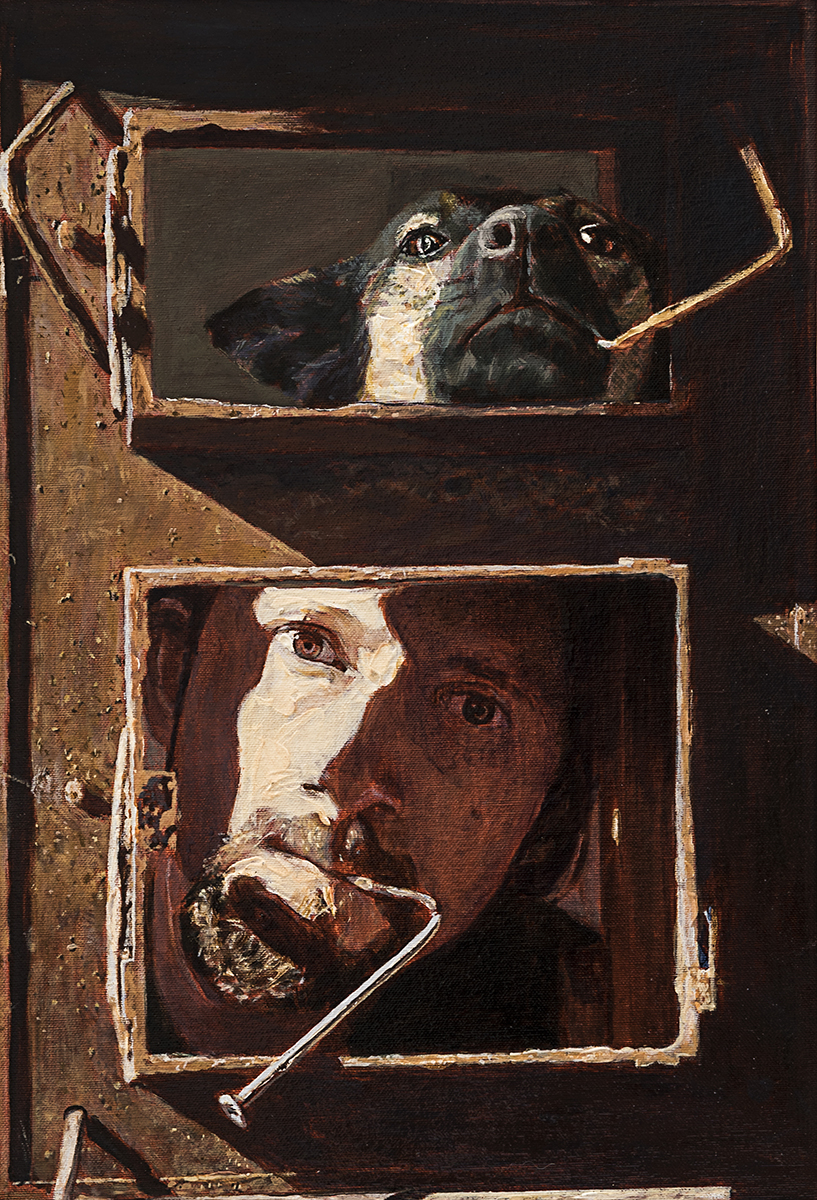
Jacek Sztuka, Autoportret, 2006

Studiował w krakowskiej Akademii Sztuk Pięknych (1996–2001) na Wydziale Malarstwa w pracowni prof. Jacka Waltosia oraz w pracowni rysunku prof. Teresy Kotkowskiej-Rzepeckiej. Był stypendystą w Akademii Sztuk Pięknych w Norymberdze w pracowni malarstwa prof. Johannesa Grützke w 1999/2000. W 2001 otrzymał dyplom z wyróżnieniem w pracowni prof. Stanisława Rodzińskiego. W 2006 obronił doktorat na Akademii Sztuk Pięknych w Krakowie. Stopień doktora habilitowanego uzyskał w 2012. Od tego czasu pracuje jako profesor nadzwyczajny na Wydziale Zarządzania Politechniki Częstochowskiej.
Jest członkiem Związku Polskich Artystów Plastyków, Bundesverband Bildender Künstlerinnen und Künstler i Międzynarodowego Stowarzyszenia Sztuk Plastycznych. Brał udział w ponad 100 wystawach zbiorowych krajowych i zagranicznych. Juror konkursów malarskich, m.in.: V Ogólnopolskiego Konkursu im. Mariana Michalika na Obraz dla Młodych Malarzy, MGS Częstochowa 2013/14 oraz XXV Festiwalu Polskiego Malarstwa Współczesnego, Szczecin 2016.
Malarstwo Jacka Sztuki jest zarówno głęboko osadzone w tradycji, jak i świadome współczesności. Można znaleźć tu odniesienia do estetyki okresu baroku, realizmu oraz surrealizmu. Ze względu na ikonograficzną odwagę twórczość Jacka Sztuki bywa porównywana do symbolizmu Jacka Malczewskiego. W centrum zainteresowań malarza znajduje się kondycja współczesnego człowieka osadzonego w technokratycznych realiach. Człowiek ten zmaga się z własnymi duchowymi pragnieniami, namiętnościami oraz przemijaniem. Artysta zrealizował cykle malarskie: W samochodzie, Mięso-złom, Mięso na masce, Podróżni, Żywią i bronią, Hybrydy, Zanurzenia i Portrety. Realizacje monumentalnych murali: 2014 Brama cyklopa w Al. NMP 65 w Częstochowie, 2020- mural panoramiczny Układ Leonarda na terenie kampusu Politechniki Częstochowskiej. 

## Wybrane nagrody
- 2006 – Grand Prix Homo Quadratus Ostroviensis, Ostrowiec Świętokrzyski[18]
- 2006 – Główna Nagroda Prezydenta Miasta Radomia w V Triennale Autoportretu, Radom[19]
- 2007 – Główna Nagroda Dyrektora Miejskiej Galerii Sztuki w III Ogólnopolskim Konkursie im, Mariana Michalika na Obraz dla Młodych Malarzy, MGS Częstochowa[20]
- 2008 – Grand Prix XXII Festiwalu Polskiego Malarstwa Współczesnego, Szczecin 2008, Szczecin[21]
- 2009 – Nagroda Marszałka Województwa Śląskiego dla Młodych Twórców za rok 2008.[22]

## Wystawy indywidualne
- 2005 – Schloss Herzberg[potrzebny przypis]
- 2006 – Pałac Sztuki, Kraków
- 2006/07 – MGS, Częstochowa, wraz z J. F. Sztuką[23]
- 2008 – Ośrodek Gaude Mater, Częstochowa[24]
- 2008 – Galeria Pryzmat, Kraków[25]
- 2008 – Galeria Pod-Nad, Tarnowskie Góry
- 2009 – Freies Museum Berlin[26]
- 2009/10 – Muzeum Diezecjalne, Katowice
- 2010 – Galerie Brötzinger Art, Pforzheim[27]
- 2010 – Książnica Pomorska, Szczecin[28]
- 2010 – Towarzystwo Zachęty, Częstochowa
- 2011 – Galerie M, Potsdam, wraz z Klausem D. Fahlbuschem[29]
- 2011 – Kunsthaus Sans Titre, Potsdam, wraz z Mikosem Meiningerem[30]
- 2012 – Galeria ASP, Kraków
- 2012 – Galeria Hortar, Tarnów[31]
- 2012 – Pałac Sztuki, Kraków[32]
- 2017 – Pałac w Nakle Śląskim
- 2018 – Pałac Sztuki, Kraków[33]
- 2019 – Galeria im. Jerzego Dudy- Gracza, PLSP, Częstochowa[34]
- 2021 – MGS, Częstochowa, "Życie w obrazach"[35][36][37]

## Wybrane wystawy zbiorowe
- 2001 – Dezember Salon, Galerie Taube, Berlin[38]
- 2003 – Stipendistenausstellung, Akademie der Bildende Kuenste, Norymberga[39]
- 2005 – Wystawa II Konkursu im. M. Michalika na Obraz dla Młodych Malarzy, Sztokholm[40]
- 2007 – Pierwsza Aukcja Współczesnej Sztuki Polskiej, Nowy Jork[41]
- 2009 – Reliquaries of Empires Dust, Bereznitsky Gallery, Berlin[42]
- 2009 – 8 Festival Junge Kunst, Volkenroda[43]
- 2009 – Spotkanie Begegnung, Gaude Mater, Częstochowa, Pforzheim[44]
- 2010 – Neumitglieder 2010 |BVBK, Produzentgalerie M, Potsdam[45]
- 2012 – Uczta u mistrzów, Pałac Sztuki, Kraków[46]
- 2014 – Nord Art, 2014, Buedelsdorf[47]
- 2017 – V zahrade, Galerie 9, Praga[48]
- 2020/21 – Galerie Sonia Monti, Paryż[49]
- 2021 – Borders Art Fair Venice 2021, Fragmented Identities, Wenecja[50]
- 2021 – London Contemporary Art Fair 2021, London[51]